# Nils Hjelmström
Nils Erik Hjelmström, född 29 augusti 1915 i Råneå i Norrbotten, död 17 oktober 2003 i Båstad i Skåne, var en svensk backhoppare som tävlade på 1930-talet. Han representerade Särna SK i Älvdalen.
Nils Hjelmström deltog i olympiska vinterspelen 1936 i Garmisch-Partenkirchen i södra Tyskland. Den 20-årige Hjelmström var den yngste av 37 svenska deltagare och han fick äran att bära den svenska fanan vid invigningen den 6 februari. I backhoppstävlingen hoppade Hjelmström 68,0 meter i första omgången, men lyckades inte helt i andra omgången. Han hoppade 62,5 meter och slutade på en 16:e plats totalt. Birger Ruud från Norge vann guldmedaljen endast 1,7 poäng före Sven Erikson (senare Sven Selånger) från Sverige. Backhoppningstävlingen sågs av 130 000 åskådare.
Hjelmström tog officersexamen 1939 och var verksam vid generalstabskåren i Stockholm från 1949. Senare var Hjelmström bataljonschef och utbildningschef vid Dalregementet i Falun och Hälsingeregementet i Gävle. Han pensionerades med överstes grad 1975. Hjelmström är gravsatt i minneslunden på Båstads nya begravningsplats.